# 中世レバノンの歴史
- 古代レバノンの歴史
- 中世レバノンの歴史
- 近代レバノンの歴史
- 現代レバノンの歴史
- レバノン危機
- レバノン内戦
- 杉の革命
- レバノン侵攻 (2006年)

中世レバノンの歴史では、現在、レバノンと呼ばれている地域のアラブ統治時代の歴史についての記述を行う。アラブ人による征服が行われる以前は、様々な王朝がレバノンを統治したが、最終的には、東ローマ帝国の統治下に入った。しかし、6世紀に入ると東ローマ帝国の弱体化、622年のムハンマドによるイスラームの勃興を契機に、アラブ人がレバノンを征服した。その後、レバノンを統治した王朝の交代が相次いだが、マムルーク朝の滅亡とほぼ同時に、オスマン帝国の統治下に入った。

## アラブ人による征服　634-636
預言者ムハンマドの死後、彼の後継者たちは、アラビア半島を飛び出し、東地中海地方へ進出を開始した。他の地域へ進出した理由は、経済的な必要性に迫られていたこともさることながら、宗教上の信念に基づいていた。
ジハードと呼ばれる非ムスリムとの戦争において、初代正統カリフであるアブー・バクルは、レバノンにイスラームをもたらした。アブー・バクルは、軍隊を3つに分け、1つをパレスチナへ、1つをダマスカスへ、1つをヨルダン川流域に進出させた。636年、第二代正統カリフであるウマルの時代、北西ヨルダンのヤルムークにおいて、ヘラクレイオス率いる東ローマ帝国軍を破った（ヤルムークの戦い）。これにより、ヨルダンは、アラブ帝国の統治下に入ることになる。

## ウマイヤ朝時代　660-750

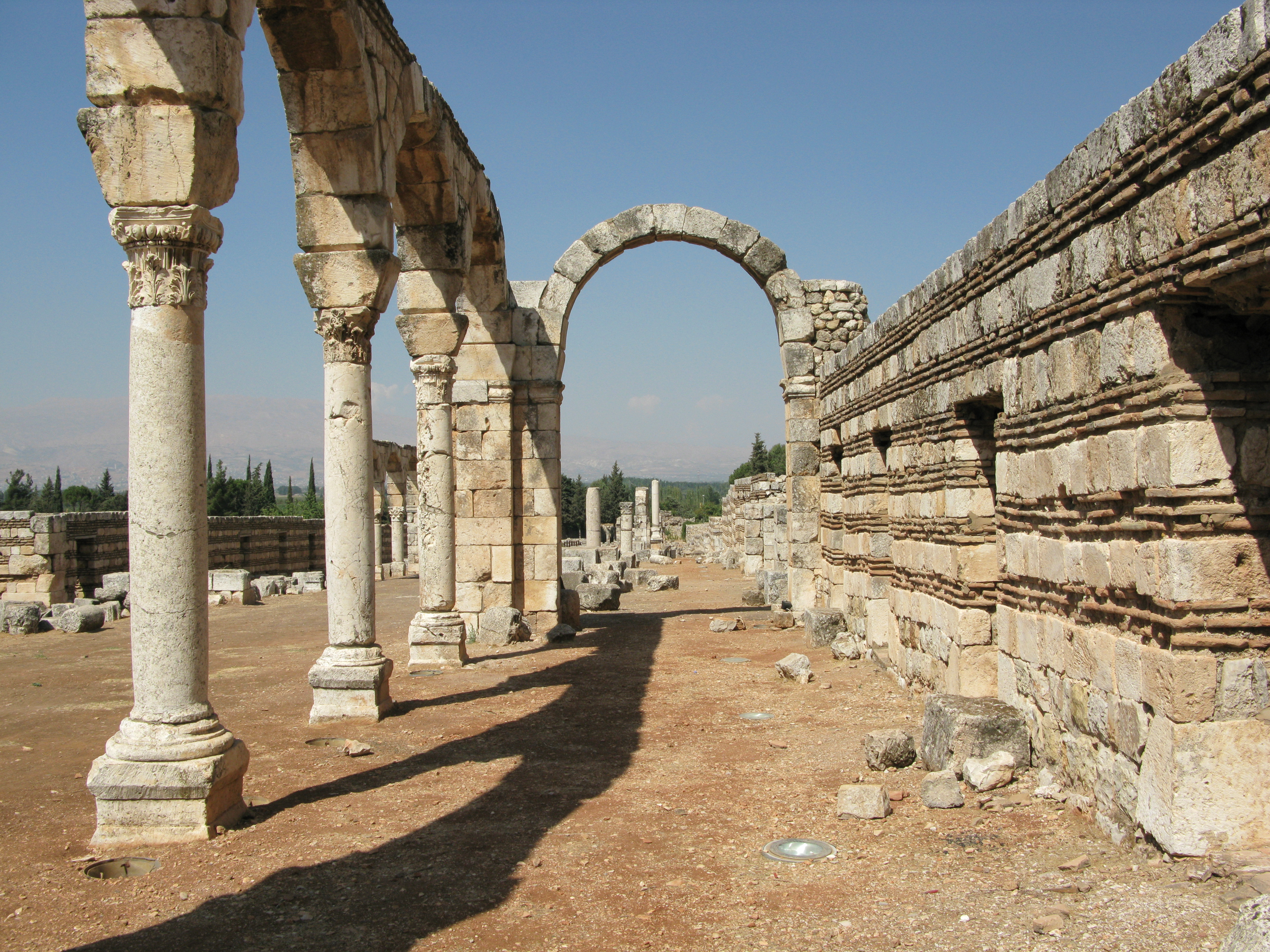
アンジャルに残るウマイヤ朝時代（8世紀頃）の宮殿の遺構。

第2代カリフ・ウマルは、ムアーウィヤ（660年に、ウマイヤ朝を創始する）をシリアの統治者に任命した。ムアーウィヤが統治を委ねられたシリアには現在のレバノンも含まれていた。ムアーウィヤは、レバノン海岸地方に軍隊を駐屯させると同時に、東ローマ帝国の想定されうる攻撃に耐えることができる海軍の建設をレバノン人に委ねた。
ムアーウィヤは、山岳レバノンに住み、アラブによる東ローマ帝国侵略を阻止するために東ローマ皇帝の支援を受けたマラダ（マロン教徒のこと）の侵略を阻止した。ムアーウィヤは、アラビア半島及びイラクにおいての自らの権威を固めることに関心があったため、667年に、コンスタンティノス4世と和議を結んだ。その内容とは、コンスタンティヌス4世に毎年ある程度の貢納を行う見返りに、マラダへの援助を止めることであった。
この時代に、アラブ人のレバノン及びシリアの海岸部への居住が始まった。

## アッバース朝時代　750-10世紀後半
750年、サッファーフによってアッバース朝が創設されると、アッバース朝はウマイヤ朝に代わり、レバノンを統治した。アッバース朝は、レバノンとシリアを征服地と見なしていたため厳しい統治を行い、759年の山岳レバノンでの反乱も含めて、数回の反乱が起きた。10世紀の終わりまでには、ティルスのアミールが、アッバース朝からの独立を宣言し、独自の貨幣を発行したが、エジプトに勃興したファーティマ朝にレバノンは、支配されることとなった。

## アラブ人による統治の影響
ウマイヤ、アッバース両王朝によるレバノン統治は東地中海地域に大きな影響を与え、とりわけ、今日のレバノン情勢へと繋がっている。まさしくこの時代こそ、レバノンが異民族・異宗教の避難地となったのである。
キリスト教徒の一派であるマロン教徒の祖先がレバノンに住むようになったのもこの時代である。この地域のキリスト教徒内の宗派の対立を回避するために、聖ジョン・マロンの支持者は、オロント川上流域からカディーシャ渓谷へ居住地を移した。この渓谷は、トリポリから北東に25キロメートルほど離れた山岳レバノンに位置している。
アッバース朝のハールーン・アッ＝ラシードとその息子マアムーンの時代に、哲学、文学、化学が、とりわけ大きく進歩を遂げた。レバノンもまた、知的復興の面で目立った貢献をしている。医者ラシード・アッディーン、法学者アル＝アワズィー、哲学者クスタ・イブン・ルーカがその代表格である。レバノンは、また、ティルスやトリポリといったレバノンの港町の繁栄を大いに享受していた。ティルスやトリポリは、織物、陶磁器、ガラス産業の貿易拠点として繁栄していた。レバノンで生産された製品は、アラブの国々のみならず、地中海全域に運ばれていった。
一般的には、アラブ人の統治者は、レバノンに住むキリスト教徒やユダヤ教徒に寛容だったといえよう。両教徒とも特別な税金を課せられていたが、軍役は免れていた。後のオスマン帝国時代になり、これらの慣習は、非ムスリムはミッレトと呼ばれ特別に分けられた共同体として統治を受け、1980年代の後半になってもそのシステムは生きている。すなわち、それぞれの宗教共同体がそれぞれのリーダー及び離婚法・相続法といったような共同体独自の法律の下で運営されているのである。

## 十字軍の時代　1095-1291
ファーティマ朝のカリフ、ハーキムによるパレスチナ地方のキリスト教徒の聖地の占領と破壊の後、8次に及ぶ十字軍の時代が訪れる。第1回十字軍は、1095年に開催されたクレルモン公会議において、教皇ウルバヌス2世によって提唱された。エルサレムを占領すると十字軍は、レバノン海岸に関心を抱いた。トリポリは1109年に、ベイルートとシドンは、1110年に十字軍の手に落ちた。ティルスは頑強な抵抗を続けたものの1124年に陥落した。
十字軍はこの地域に恒久的な政権を樹立するには至らなかったが、レバノンに大きな足跡を残した。1291年のアッカの陥落を以て、十字軍の歴史は終焉を迎えるが、海岸線に沿う形で、多くの塔が残り、山々の稜線に沿う形で城砦が遺跡として残り、数多くの教会が残された。
レバノン、シリアにまたがる地域での異なる宗教・民族間の激突は、13世紀にも起こった。十字軍だけではなく、中央アジアからはモンゴル人（フレグ・ウルス）が、エジプトからは、マムルーク朝がこの地域を支配するために衝突を繰り返した。最終的には、この地域は、マムルーク朝の統治の下に入る。

## マムルーク朝時代　1282-1516
マムルークとはトルコ系の軍人奴隷のことであり、カスピ海沿岸の地域あるいはコーカサス山脈地方出自の奴隷である。彼らは、アイユーブ朝時代に、エジプトに護衛兵として連行された経緯を持つ。1252年に、アイユーブ朝の最後のスルタンであるアル・アシュラフ・ムーサーを殺害したアイバクの手によって、マムルーク朝の時代が始まるが、この王朝自体は、エジプトとシリアを統治下におき、2世紀以上の命脈を保った。
11世紀から13世紀にかけて、シーア派住民がシリア、イラク、アラビア半島から北部レバノンに位置するビカ渓谷、ベイルートの北東部に位置するカスラワーン地方に移住した。彼らをドゥルーズ派と呼ぶこととなるが、彼らは、1291年にマムルーク朝がフレグ・ウルスや十字軍勢力と戦っている最中に反乱を起こす。マムルーク朝は、1308年にこの反乱の鎮圧に成功することになるが、ドゥルーズ派の住民は、カスラワーン地方を放棄し、南部レバノンへ移住することとなる。
マムルーク朝は、東ローマ帝国滅亡（1453年）後は、ヨーロッパと中東の間の関係を間接的に育てた。中東経由の奢侈品に慣れ親しんだヨーロッパ人は中東産の物品を渇望していたし、また、中東の人々も十分な利益を上げることができるヨーロッパ市場を渇望していたからである。地理的に恵まれていたベイルートは、交易の中心となった。レバノンでは、さまざまな共同体の間で宗教的な対立があったにもかかわらず、オスマン帝国によるマムルーク朝の滅亡まで、レバノンは、経済繁栄と知的な文化が花開いた。